# Osphya nigriventris
Osphya nigriventris is een keversoort uit de familie zwamspartelkevers (Melandryidae). De wetenschappelijke naam van de soort werd in 1920 gepubliceerd door George Charles Champion.